# Sociedad Deportiva Logroñés
|  | No s'ha de confondre amb Club Deportivo Logroñés o Unión Deportiva Logroñés. |

La Sociedad Deportiva Logroñés és un club de futbol espanyol amb seu a Logronyo, a la comunitat autònoma de La Rioja. Fundat l'any 2009, juga a Primera Divisió RFEF – Grup 1. Els colors de l'equip són samarreta blanca i vermella i pantalons curts negres.

## Història
La Sociedad Deportiva Logroñés es va fundar l'any 2009, arran dels greus problemes econòmics que van provocar la desaparició de l'històric club riojà CD Logroñés. El 4 de juny de 2009 es considera el dia de la fundació del club.
Finalment, quan el Club Deportivo es va retirar, el nou equip va ocupar el seu lloc a les lligues regionals, a partir de la temporada 2009-10. En la seva temporada d'estrena, la Societat Deportiva va acabar com a campiona, guanyant l'ascens al Grup 16 de Tercera Divisió.
En la seva primera temporada en el quart nivell, l'equip va acabar la temporada regular en segona posició, sent expulsat en els playoffs per la Gimnástica Segoviana CF. La campanya següent va ser molt més reeixida, ja que la Sociedad va guanyar el seu grup i va ascendir per primera vegada a Segona Divisió B després d'eliminar el Peña Sport FC a Tafalla, després d'una derrota per 0–3 (però 4–3 global) el 27 de maig de 2012. El 2014, l'equip va tornar a la quarta divisió i allà va acabar 3r la temporada 2014-15.
El febrer de 2019 Albert Aguilà va ser nomenat entrenador del primer equip.

## Temporada a temporada
| Temporada | Nivell | Divisió    | Lloc      | Copa del Rei  |
| --------- | ------ | ---------- | --------- | ------------- |
| 2009–10   | 5      | Reg. Pref. |           |               |
| 2010–11   | 4      | 3a         | 2n        |               |
| 2011–12   | 4      | 3a         |           |               |
| 2012–13   | 3      | 2a B       | 10è       | Segona ronda  |
| 2013–14   | 3      | 2a B       |           |               |
| 2014–15   | 4      | 3a         | 3r        |               |
| 2015–16   | 4      | 3a         | 2n        |               |
| 2016–17   | 4      | 3a         | 3r        |               |
| 2017–18   | 4      | 3a         | 2n        |               |
| 2018–19   | 4      | 3a         | 2n        |               |
| 2019-20   | 4      | 3a         |           | Primera ronda |
| 2020–21   | 3      | 2a B       | 3rd / 6th | Primera ronda |
| 2021–22   | 3      | 1a RFEF    |           |               |

- 1 temporada a Primera Divisió RFEF
- 3 temporades a Segona Divisió B
- 8 temporades a Tercera Divisió
- 1 temporada a Regional Preferent